# Arthur Vandenberg
Arthur Hendrick Vandenberg (22 de marzo de 1884 - 18 de abril de 1951) fue un senador republicano de Míchigan, Estados Unidos, que participó en la creación de las Naciones Unidas.

## Biografía
Hijo de Aaron y Alpha Hendrick Vandenberg, nació y creció en la ciudad de Grand Rapids, Míchigan. Vandenberg fue a la escuela pública de su ciudad, y estudió Derecho en la Universidad de Míchigan durante los años 1900 y 1901. Mientras estuvo en esa universidad, se unió a la fraternidad Delta Upsilon. No tuvo más educación que esa. Después de una breve temporada en Nueva York trabajando en la revista Collier's, volvió a su casa en 1906 y se casó con el amor de su infancia, Elizabeth Watson, con quien tuvo tres hijos. Después de que ella se muriese en 1917, en 1918 Vandenberg se casó con Hazel Whittaker, con quien no tuvo hijos. Durante todo este tiempo y hasta 1928, trabajó como periodista, editor y redactor del Grand Rapids Herald.
El 31 de marzo de 1928 fue nominado por el gobernador Fred Green para ocupar la posición del recientemente fallecido senador Woodbridge Nathan Ferris. Inmediatamente Vandenberg accedió a ello, presentándose consecuentemente a las elecciones. En noviembre de 1928, fue elegido senador por un periodo de seis años. A causa de su comportamiento respecto a la política del partido al que pertenecía, en las elecciones de 1934 su situación política era muy precaria, llevándolo a casi perder su cargo de senador, aunque finalmente consiguió mantenerlo.
En 1947, al inicio de la Guerra Fría, Vandenberg accedió a la presidencia del Comité de Relaciones Internacionales del Senado. En ese cargo, cooperó con la administración Truman mediante la búsqueda del apoyo de ambos partidos para la Doctrina Truman, el Plan Marshall y la OTAN, incluyendo esta última la decisiva resolución Vandenberg.